# K-Meleon
K-Meleon — браузер для операционной системы Windows, разработанный изначально на основе движка Gecko Mozilla Foundation. Разработка браузера началась в 2000 году. Основной разработчик — Dorian Boissonnade. С 2017 года автор современных сборок на движке Goanna — roytam1.

## Основные возможности браузера
- Открытие окон во вкладках.
- Работа с системами закладок браузеров Netscape, Mozilla Firefox, Internet Explorer, Opera одновременно или выбирать систему закладок определённого браузера.
- Жесты мышью.
- Гибкая настройка панелей инструментов, меню и клавиатурных сокращений.
- Блокирование всплывающих окон.
- Полная поддержка цифровых сертификатов WebMoney.
- Управление вводимыми личными данными, а также возможность очистки истории посещений, cookies и других приватных данных.
- K-Meleon имеет свой собственный оригинальный макроязык, благодаря которому реализуется модульная структура и расширяемость браузера: в виде макросов реализована как значительная часть базовой функциональности программы, так и расширения.
- Расширения в виде текстовых kmm-файлов могут как сами реализовывать различные дополнительные функции, так и интегрировать в K-Meleon сторонние инструменты: jar-пакеты XUL-расширений Firefox; готовые JS-скрипты; сторонние приложения Windows или специально написанные исполняемые скрипты AutoIt.

## Требования к ресурсам
В части расхода оперативной памяти он считается одним из наиболее «лёгких» актуальных современных браузеров. Многочисленные независимые исследования показывают, что среди всех актуальных браузеров под Windows K-Meleon наиболее экономно расходует оперативную память.

### K-Meleon 1.5
- Операционная система Windows:
  - NT: NT 4, 2000, XP или Windows Server 2003 (полностью);
  - 9x: Windows 95, Windows 98 или 98 SE, Windows ME (в целом поддерживаются с обновленными библиотеками Microsoft);
- 32 МБ оперативной памяти;
- 6 МБ свободного места на жёстком диске для загрузки и 18 МБ свободного места на жестком диске для полной установки браузера[4].

### K-Meleon V 74—76
Операционные системы Windows 2000 (подтверждено до версии 75.1 при наличии расширения KernelEx для Win2k), Windows XP SP2/Windows Server 2003, Windows Vista, Windows 7, Windows 8, требует 256 МБ оперативной памяти, 25 МБ свободного места на жёстком диске для загрузки и 80 МБ свободного места для полной установки браузера.
Все релизы браузера и текущая бета-версия работают с процессорами, не поддерживающими набор инструкций SSE2.

## Современный этап разработки
Работы над браузером, приостановленные в 2011 году, продолжены с ноября 2013 года.
Новая версия, основанная на современном движке Gecko и полностью поддерживающая все новые веб-технологии, получила название K-Meleon 74. 27 сентября 2014 года был опубликован её финальный релиз. Однако развитие браузера продолжается.
В декабре 2014 года была представлена следующая, 75-я версия браузера, имеющая в основе версию движка Gecko 31 ESR. Однако главными изменениями стали внутренние: Дориан переработал модуль сохранения сессий, обновил систему внутренних команд браузера, используемых в управлении программой в том числе посредством макроязыка. Кроме того, был значительно обновлен плагин, отвечающий за создание и настройку панелей интерфейса управления и механизм визуальной персонализации (темы оформления).
По состоянию на ноябрь 2020 года последним релизом является 76 версия на движке Goanna.
В ноябре 2017 года начата работа по переводу браузера на движок Goanna 3.4.2. С середины декабря сборщик roytam1 регулярно (раз в 1—2 недели) выкладывает обновлённые сборки браузера. Благодаря новому движку достигнута совместимость браузера с современными веб-сайтами на уровне, сравнимом с Firefox 52 ESR.
По состоянию на май 2022 работы над браузером, судя по всему, приостановлены или вовсе прекращены. Последнее обновление русской версии вышло в 2019 году, и оно уже на момент выхода было плохо совместимым со множеством сайтов.
Для K-Meleon создано более 500 собственных расширений, существенно расширяющих функционал браузера при минимальном увеличении нагрузки.

## Критика
Недостатками K-Meleon называются:
- отсутствие приватного режима;
- отсутствие многих полезных настроек одновременно с отсутствием необходимых дополнений;
- потребление памяти при небольшом числе вкладок сравнимо, например, с Firefox;
- устаревший формат хранения закладок.